# Adolf Zauner
Adolf Zauner (* 22. Mai 1870 in Wien; † 4. August 1940 in Graz) war ein österreichischer Romanist und Sprachwissenschaftler.

## Leben und Werk
Adolf Zauner war Schüler von Wilhelm Meyer-Lübke. Er habilitierte sich an der Universität Wien mit Die romanischen Namen der Körperteile. Eine onomasiologische Studie (in: Romanische Forschungen 14, 1903, S. 339–530, Reproduktion New York 1967). Zauner war darin Urheber des Terminus „Onomasiologie“.
Von 1911 bis 1939 war Zauner Ordinarius für romanische Philologie an der Universität Graz, 1936/37 auch Rektor und 1937/38 Prorektor.

## Weitere Werke
- Die Konjugation im Béarnischen, in: Zeitschrift für romanische Philologie 20, 1897, S. 433–470.
- Zur Lautgeschichte des Aquitanischen, Prag 1898.
- Romanische Sprachwissenschaft (= Sammlung Göschen Bd. 128), Leipzig 1900, 2., verbesserte und vermehrte Auflage (2 Bde.) Leipzig 1905, 3. Auflage Berlin 1914, 4. Auflage Berlin 1921/1926, Neudruck 1944/1945 (italienisch: Glottologia romanza. Elementi di grammatica comparata delle lingue neolatine, Turin 1904).
- Altspanisches Elementarbuch (= Sammlung Romanischer Elementar- und Handbücher Bd. I,5), Heidelberg 1908, 2. Auflage 1921.